# Marie-Hélène Gaudreau
Pour les articles homonymes, voir Gaudreau.
Marie-Hélène Gaudreau, née le 24 novembre 1976 à Mont-Laurier (Québec), est une entrepreneuse, gestionnaire, administratrice et femme politique canadienne.
Depuis les élections de 2019, elle est la députée à la Chambre des communes de la circonscription de Laurentides-Labelle sous la bannière du Bloc québécois dont elle est la  présidente du caucus depuis le 21 septembre 2021.

## Biographie
Née le 24 novembre 1976 à Mont-Laurier au Québec, Marie-Hélène Gaudreau détient un baccalauréat en communication et relations humaines de l'Université du Québec à Montréal et une certification internationale en coaching de gestion. Elle est consultante en ressources humaines et en développement organisationnel en plus d’être chargée de cours au Centre collégial de Mont-Laurier. Marie-Hélène Gaudreau est impliquée dans divers dossiers dans les Hautes-Laurentides. Elle préside le CPE la Fourmilière et est administratrice au conseil d’administration de la Caisse Desjardins du Cœur des Hautes-Laurentides.    
Femme d’affaires et entrepreneure aguerrie, elle est copropriétaire de deux entreprises dans sa ville natale. Tâche qu’elle conjugue avec son mandat de députée.   
Elle commence une carrière comme comédienne amateure, en 2009 au Festival international de Théâtre de Mont-Laurier et se produit à Namur en Belgique.  Elle tient le rôle de Vera Claythorne dans la pièce d'Agatha Christie, Dix Petits Nègres. Marie-Hélène Gaudreau participe au Ironman de Mont-Tremblant dans la catégorie triathlon olympique, en 2017.  
Avant son entrée en politique fédérale, elle fonde en 2005 la Table Forêt Laurentides, un organisme qui vise à faire connaître le secteur forestier et ses métiers auprès de la population, et de favoriser le recrutement et la formation des travailleurs de cette industrie.
Elle siège également sur plusieurs conseils d'administration, dont Centraide, et occupe le poste de directrice de la Corporation de développement communautaire des Hautes-Laurentides (CDCHL). À ce titre, elle organise les trois premières éditions du Salon des aînés en action de la MRC d'Antoine-Labelle.

### Carrière politique
Marie-Hélène Gaudreau est attachée politique de 2009 à 2011 au sein du bureau de la députée du Bloc québécois de Laurentides—Labelle, Johanne Deschamps.
En juin 2019, elle annonce être candidate du Bloc québécois dans la circonscription de Laurentides—Labelle lors des élections fédérales de l'automne 2019. Elle est élue députée de cette circonscription le 21 octobre avec 8 970 votes de majorité sur le député sortant David Graham.
Lors de la 43e législature, elle est nommée porte-parole bloquiste en matière de vivre-ensemble (diversité et inclusion), de la laïcité, de l'accès à l'information, de la protection des renseignements personnels et de l'éthique. À ce titre, elle siège au Comité permanent de l'accès à l'information, de la protection des renseignements personnels et de l'éthique et en devient la vice-présidente.
Parallèlement à ses fonctions de porte-parole, elle est choisie vice-présidente du caucus des député-es du Bloc québécois.
Elle participe à l’étude du comité ETHI sur les agissements de la multinationale montréalaise de la pornographie, MindGeek (PornHub). Elle participe à l’émission française, Cash Investigation sur le sujet de la pornographie à la suite de ses interventions en comité parlementaire.
À la suite de la dissolution de la Chambre des communes par Justin Trudeau, elle est à candidate à sa réélection lors de l'élection fédérale de 2021. Elle est réélue le 20 septembre 2021 avec 16 167 votes de majorité sur le candidat du Parti libéral.
Lors de la 44e législature, elle est choisie comme présidente du caucus des député-es du Bloc québécois le 21 septembre 2021,. Elle siège à titre de vice-présidente au sein du comité permanent de la procédure et des affaires de la Chambre (PROC).
Marie-Hélène Gaudreau participe aux travaux du comité PROC et se penche sur l'ingérence étrangère dans les élections,. Elle milite pour l’instauration d'un registre des agents étrangers au Canada et pour la création d’une commission d’enquête indépendante et publique sur les agissements des nations étrangères dans les processus électoraux des élections fédérales de 2019 et de 2021.
Très sensible aux enjeux environnementaux et de développement durable, elle organise en 2022 une concertation avec les acteurs municipaux et les associations de lacs, sur l'enjeu de la santé des lacs et des bassins versants de la circonscription de Laurentides-Labelle. À la suite de l'hiver désastreux en termes de couverture neigeuse au Québec en 2024, Marie-Hélène Gaudreau organise un colloque national sur le tourisme durable à Mont-Tremblant de concert avec la porte-parole bloquiste en tourisme Julie Vignola.
Elle milite au sein du mouvement indépendantiste québécois depuis plus de 20 ans.